# Swertia eminii
Swertia eminii är en gentianaväxtart som beskrevs av Adolf Engler. Swertia eminii ingår i släktet Swertia och familjen gentianaväxter. Inga underarter finns listade i Catalogue of Life.